# Betzdorf
Betzdorf (luxembourgsk: Betzder) er en kommune og et byområde i Luxembourg. Kommunen, som har et areal på 26,08 km², ligger i kantonen Grevenmacher i distriktet Grevenmacher. I 2005 havde kommunen 2.587 indbyggere. 
49°41′15″N 6°21′00″Ø / 49.6875°N 6.35°Ø